# James Kelly (musicien)
Pour l’article homonyme, voir James Kelly.
James Kelly, est un violoniste traditionnel irlandais.

## Biographie
James Kelly naît à Dublin, dans une famille qui pratique la musique traditionnelle du comté de Clare, d'où est natif le père, John Kelly (de), lui-même fiddler et joueur de concertina renommé, fondateur avec Seán Ó Riada du groupe Ceoltóirí Chualann.
Il commence ses premières leçons de musique avec son père dès l'âge de trois ans et à quatorze ans, il enregistre déjà pour la radio irlandaise RTÉ Radio (en).
À seize ans, il entreprend sa première tournée, remporte le titre de Fiddler of the Year et enregistre son premier album, en duo avec son frère John. Il rejoint le groupe Ceoltóirí Leigheann (les musiciens de Leinster), aux côtés de son père, Paddy O'Brien, Mary Bergin et Paddy Glackin (en). En 1978, il enregistre deux albums avec ce groupe.
Il fait partie de groupes prestigieux tels que Patrick Street et Planxty, ainsi qu'à l'occasion avec The Chieftains. Ses tournées le mènent en Europe, en Amérique du Nord et du Sud.
Il est également un compositeur prolifique et a à son actif plus de 800 airs. Il commence l'enseignement au début des années 80 à Dublin, au Na Piobairi Uilleann (The Piper's Club) en y instituant des cours hebdomadaires, et a, depuis, participé à de nombreuses master classes prestigieuses, telle que la Willie Clancy Summer School.
Il vit désormais à Miami, en Floride.
En 2006, il est consacré Traditional Musician of the Year par la télévision irlandaise TG4.

## Discographie
Albums solo
- Capel Street ;
- James Kelly (1997) ;
- Melodic Journeys (2004).

Participations
- John & James Kelly, duo de fiddle ;
- Crooked Road, avec Ceoltoiri Leigheann ;
- Star Of Munster, avec Ceoltoiri Leigheann ;
- Is It Yourself, avec Paddy O'Brien et Dáithí Sproule ;
- Spring In The Air, avec Paddy O'Brien et Dáithí Sproule ;
- Words And Music, avec Planxty ;
- Sail Og Rua, avec Dolores Keane et John Faulkner ;
- Up The Airy Mountain, avec Sean O'Driscoll) ;
- In Our Time, avec Danny McGinley ;
- Irish Times, avec Patrick Street ;
- My Love Is In America, avec 16 fiddlers irlandais, à Boston ;
- The Ring Sessions, duo avec Zan McLeod (1995);
- Music In The Meadow, en public au Wolf Trap, festival ;
- Gaelic Roots, Boston College Gaelic Roots Festival 1996 ;
- Handprints avec la pianiste Donna Long.